# TPC of Europe
De TPC of Europe (voluit: The Players Championship of Europe) was een toernooi van de Europese PGA Tour van 1977 tot en met 2007.
De eerste jaren werd het toernooi in Engeland en Schotland gespeeld, maar na 1988 stopte het toernooi. In 1995 kwam er een doorstart, de Deutsche Bank werd de nieuwe hoofdsponsor en het toernooi verhuisde naar Duitsland. Het prijzengeld was het laatste jaar € 3.600.000, daarmee was het na de Majors een van de best betalende toernooien.
Tiger Woods heeft het toernooi verschillende keren gespeeld en drie keer gewonnen. Er werd beweerd dat hij startgeld kreeg, hoewel dit abnormaal was voor toernooien binnen Europa. Buiten Europa gebeurde dit soms wel om propaganda voor het toernooi te maken.

## Winnaars
| Jaar                                             | Baan                                | Winnaar            |     |
| TPC                                              | TPC                                 | TPC                | TPC |
| ------------------------------------------------ | ----------------------------------- | ------------------ | --- |
| 1977                                             | Foxhills Golf Club, Chertsey course | Neil Coles         |     |
| 1978                                             | Foxhills Golf Club, Chertsey course | Brian Waites       |     |
| Haig Whisky TPC                                  |                                     |                    |     |
| 1979                                             | Moor Park Golf Club, Rickmansworth  | Michael King       |     |
| SOS Talisman TPC                                 |                                     |                    |     |
| 1980                                             | Moortown Golf Club, Leeds           | Bernard Gallacher  |     |
| 1981                                             | Dalmahoy Golf Club, Edinburgh       | Brian Barnes       |     |
| 1982                                             | Notts Golf Club, Hollinwell         | Nick Faldo         |     |
| St Mellion Timeshare TPC                         |                                     |                    |     |
| 1983                                             | St Mellion Golf & Country Club      | Bernhard Langer    |     |
| 1984                                             | St Mellion Golf & Country Club      | Jaime Gonzalez     |     |
| Lawrence Batley International TPC                |                                     |                    |     |
| 1986                                             | The Belfry Golf Club                | Ian Woosnam        |     |
| Deutsche Bank Open TPC of Europe                 |                                     |                    |     |
| 1995                                             | Gut Kaden, Hamburg                  | Bernhard Langer    |     |
| 1996                                             | Gut Kaden, Hamburg                  | Frank Nobilo       |     |
| 1997                                             | Gut Kaden, Hamburg                  | Ross McFarlane     |     |
| Deutsche Bank - SAP Open TPC of Europe           |                                     |                    |     |
| 1998                                             | Gut Kaden, Hamburg                  | Lee Westwood       |     |
| 1999                                             | Golf Club St Leon Rot               | Tiger Woods        |     |
| 2000                                             | Gut Kaden, Hamburg                  | Lee Westwood       |     |
| 2001                                             | Golf Club St Leon Rot               | Tiger Woods        |     |
| 2002                                             | Golf Club St Leon Rot               | Tiger Woods        |     |
| 2003                                             | Gut Kaden, Hamburg                  | Pádraig Harrington |     |
| 2004                                             | Golf Club St Leon Rot               | Trevor Immelman    |     |
| The Deutsche Bank Players Championship of Europe |                                     |                    |     |
| 2005                                             | Gut Kaden, Hamburg                  | Niclas Fasth       |     |
| 2006                                             | Gut Kaden, Hamburg                  | Robert Karlsson    |     |
| 2007                                             | Gut Kaden, Hamburg                  | Andrés Romero      |     |

Abama Open de Canarias ·
AGF Open ·
Allianz Open de Lyon ·
Andalucia Masters ·
ANZ Kampioenschap ·
Argentijns Open ·
Atlantic Open ·
Australian Masters ·
Ballantine's Kampioenschap ·
Barcelona Open ·
Belgisch Open ·
Benson & Hedges International Open ·
BMW Asian Open ·
Brazil Rio de Janeiro 500 Years Open ·
Brazil São Paulo 500 Years Open ·
British Masters ·
Callers of Newcastle ·
Cannes Open ·
Car Care Plan International ·
Castelló Masters ·
Celtic International ·
Dimension Data Pro-Am ·
Double Diamond International ·
Duits Open ·
El Bosque Open ·
El Paraiso Open ·
Engels Open ·
Epson Grand Prix of Europe ·
Estoril Open ·
Extremadura Open ·
German Masters ·
Girona Open ·
Glasgow Open ·
Great North Open ·
Greater Manchester Open ·
Greg Norman Holden International ·
GSI L'Equipe Open ·
Heineken Classic ·
Honda Open ·
Indian Masters ·
Indonesian Open ·
Iskandar Johor Open ·
Jersey Open ·
John Player Classic ·
John Player Trophy ·
Johnnie Walker Classic ·
Kerrygold International Classic ·
Kronenbourg Open ·
Lawrence Batley International ·
Madrid Masters ·
Madrid Open ·
Mallorca Open ·
Marokkaans Open ·
Martini International ·
Match Play Championship ·
Merseyside International Open ·
Monte Carlo Open ·
Murphy's Cup ·
Nelson Mandela Championship ·
New Zealand Open ·
Newcastle Brown "900" Open ·
NH Collection Open ·
Nordic Open ·
North West of Ireland Open ·
Oki Pro-Am ·
Open Catalonia ·
Open de Andalucía ·
Open de Baleares ·
Open de Sevilla ·
Open Mediterrania ·
Open Novotel Perrier ·
Penfold Tournament ·
Perth International Golf Championship ·
Piccadilly Medal ·
PLM Open ·
Portugees Open ·
Roma Masters ·
Saint-Omer Open ·
Sanyo Open ·
Sarazen World Open ·
Scandinavian Enterprise Open ·
Schots PGA Kampioenschap ·
Siciliaans Open ·
Singapore Masters ·
Skol Lager Individual ·
TCL Classic ·
Tenerife Open ·
The Championship at Laguna National ·
The Heritage ·
Timex Open ·
TPC of Europe ·
Trophée Lancôme ·
Tunesisch Open ·
Turespaña Masters ·
Uniroyal International Championship ·
Vodacom Players Championship ·
Volvo Golf Champions ·
Volvo Open ·
W.D. & H.O. Wills Tournament ·
Wang Four Stars ·
Welsh Golf Classic